# Martin Glaessner
Martin Fritz Glaessner (25. prosince 1906 Ústí nad Labem – 23. listopadu 1989 Melbourne) byl australský geolog a paleontolog. Narodil se a vzdělání získal v Rakousko-Uhersku, většinu života ale strávil prací pro zahraniční „petrolejářské“ společnosti, věnoval se také studiu geologie jižního Pacifiku a Austrálie a korýšů těchto oblastí. Glaessner je autorem raných prací v oboru klasifikace předkambrických forem života, známých jako ediakarská fauna, které jsou považovány za skupinu předchůdců moderních forem života. Jeho autorská značka je „Glaessner“.

## Život
Martin Glaessner se narodil v Ústí nad Labem (německy Aussig) v tehdejším Rakousko-Uhersku. V roce 1925 začal studovat práva na Vídeňské univerzitě, doktorát získal v roce 1929, a titul Ph.D. v roce 1931. Od roku 1923 pracoval 9 let jako výzkumný pracovník v Přírodovědném muzeu ve Vídni. V letech 1930 až 1931 byl výzkumníkem londýnského Přírodopisného muzea. V roce 1932 odjel do Sovětského svazu
a v Moskvě začal pracovat jako geolog a mikropaleontolog pro „Státní institut ropného výzkumu“. Zde působil do roku 1934. V letech 1934 až 1937 byl jedním z vedoucích výzkumu v Institutu minerálních paliv Ruské akademie věd. V roce 1936 přednášel na Lomonosovově univerzitě. Glaessner se v Moskvě v témže roce oženil, jeho manželkou se stala tanečnice Tina Tupikinová. Sovětské zákony mu ale jako cizinci neumožňovaly získat občanství. Proto odjel v prosinci 1937 i se ženou do Vídně.
Po anšlusu byl kvůli židovskému původu svého otce 19. března 1938 zatčen. Byl však díky pomoci britských přátel propuštěn a odjel pracovat pro Anglo-Iranian Oil Company (později British Petroleum) v Londýně. V témže roce odjel do Port Moresby na Nové Guineji (tehdy pod australskou správou), kde pracoval v mikropaleontologické laboratoři ropné společnosti Australasian Petroleum. Po japonské invazi na Novou Guineu v roce 1942 uprchl do Melbourne, kde mu bylo v roce 1945 uděleno australské občanství. Pro ropné společnosti pracoval až do roku 1950. V letech 1950 až 1959 zastával různé funkce na univerzitě v Adelaide. Přitom byl v letech 1953 až 1989 výzkumným pracovníkem „Muzea Jižní Austrálie“.
Ve své vědecké práci se zabýval otázkami souvisejícími s paleobiologií, zejména ranými stopami života na Zemi. Od padesátých let 20. století se věnoval studiu nově objevených zkamenělin ediakarské fauny. Potvrdil také stáří těchto fosilií, které v oblasti Ediacara Hills ve Flindersově pohoří objevil geolog Reginald Sprigg. Ten tyto fosilie velmi starých organismů datoval do raného kambria až prekambria. Vědecká obec byla ale skeptická, Spriggovy údaje a přednášky se od roku 1948 setkávaly s nedůvěrou nebo nezájmem. Teprve poté, co profesor Glaessner prokázal a v roce 1958 publikoval práci o jejich skutečném stáří, se Spriggovi a jeho práci dostalo vědeckého uznání.
Již od 30. let 20. století se věnoval studium mikrofosilií (zejména dírkonošců), v této práci pokračoval i jako ropný geolog v Austrálii. Věnoval se i stratigrafii terciérních sedimentů v Jižní Austrálii. Nejdůležitějšími pracemi Martina Glaessnera jsou Principles of Micropalaeontology (1945) a The Dawn of Animal Life (1984). Je také autorem taxonomického popisu rodů Parvancorina a Spriggina.

## Ocenění
Martin Glaessner za svou práci získal Lyellovu medaili londýnské Geologické společnosti, Walcottovu medaili americké Národní akademie věd (1982). Královská společnost Jižní Austrálie Glaessnerovi v roce 1970 propůjčila medaili udělovanou na počest lékaře a konchologa Josepha Verca. Rakouská geologická společnost jej v roce 1985 ocenila pamětní medailí Eduarda Suesse, se kterou je spojeno i doživotní čestné členství. V roce 1957 se stal členem Australské akademie věd a v letech 1960 až 1962 působil i v jejím vedení. V letech 1962 až 1977 byl i předsedou National Committee of Geological Sciences. V roce 1985 získal Řád Austrálie (Member of the Order of Australia). Byl čestným výzkumným pracovníkem Amerického přírodovědného muzea (1950–1970).

## Dílo
- Über eine neue miozäne Krabbe und die Brachyurenfauna des Wiener Beckens. Verhandlungen der Geologischen Bundesanstalt 1924, S. 109–118 online (PDF; 604 kB)
- Neue Emydenfunde aus dem Wiener Becken und die fossilen Clemmys-Arten des Mittelmeergebietes. Sitzungsberichte der Akademie der Wissenschaften mathematisch-naturwissenschaftliche Klasse 135, 1925, s. 51-71 online (PDF; 1,9 MB)
- Neue Untersuchungen über die Grunder Schichten bei Korneuburg. Verhandlungen der Geologischen Bundesanstalt 1926, S. 111–125 online (PDF; 787 kB)
- Die Dekapodenfauna des österreichischen Jungtertiärs. Jahrbuch der Kaiserlich-Königlichen Geologischen Reichsanstalt 78, 1928, S. 161–219 online (PDF; 3,1 MB)
- Eine neue Schildkröte aus dem italienischen Miozän. Annalen des Naturhistorischen Museums in Wien 44, 1930, S. 413–418 online (PDF; 614 kB)
- Neue Zähne von Menschenaffen aus dem Miozän des Wiener Beckens. Annalen des Naturhistorischen Museums in Wien 46, 1931, S- 15-27 online (PDF; 1,8 MB)
- Geologische Studien in der äußeren Klippenzone. Jahrbuch der Kaiserlich-Königlichen Geologischen Reichsanstalt 81, 1931, S. 1–23 online (PDF; 1,0 MB)
- Augensteinschotter im Bereich des Semmeringkalks und die geologischen Verhältnisse des Fundgebietes. Verhandlungen der Geologischen Bundesanstalt 1935, S. 167–171 online (PDF; 407 kB)
- Zur Kenntnis der Nama-Fossilien Südwest-Afrikas. Annalen des Naturhistorischen Museums in Wien 66, 1963, S. 113–120 online (PDF; 3,2 MB)
- Principles of Micropalaeontology, Melbourne University Press/Oxford University Press 1945, New York, Hafner, 1963
- Parvancorina – an artheopod from the Late Precambrian (Ediacarian) of South Australia. Annalen des Naturhistorischen Museums in Wien 83, 1980, S. 83–90 online (PDF; 4,1 MB)
- The Dawn of Animal Life – a biohistorical study, Cambridge University Press 1984
- Crustacea Decapoda (1930)
- Field Guide to the Study of Larger Foraminifera
- Time-stratigraphy and the Miocene Epoch
- Stratigraphic nomenclature in Australia
- Three foraminiferal zones in the Tertiary of Australia